# سفارة تركيا في كرواتيا
سفارة تركيا في كرواتيا هي أرفع تمثيل دبلوماسي لدولة تركيا لدى كرواتيا. تقع السفارة في زغرب وهي تهدف لتعزيز المصالح التركية في كرواتيا.

## وصلات خارجية
- قائمة سفارات تركيا
- قائمة السفارات في كرواتيا